# Майк Лалор
Майк Лалор (англ. Mike Lalor, нар. 8 березня 1963, Баффало) — колишній американський хокеїст, що грав на позиції захисника. Грав за збірну команду США.

## Ігрова кар'єра
Професійну хокейну кар'єру розпочав 1983 року.
Протягом професійної клубної ігрової кар'єри, що тривала 15 років, захищав кольори команд «Монреаль Канадієнс», «Сент-Луїс Блюз», «Вашингтон Кепіталс», «Вінніпег Джетс», «Сан-Хосе Шаркс» та «Даллас Старс».
Виступав за збірну США.

## Нагороди та досягнення
- Володар Кубка Колдера в складі «Шербрук Канадієнс» — 1985.
- Володар Кубка Стенлі в складі «Монреаль Канадієнс» — 1986.
- Бронзовий призер чемпіонату світу 1996.